# فرندورف
فرندورف (به آلمانی: Ferndorf) یک منطقهٔ مسکونی در اتریش است که در ناحیه فیلاخ-لاند واقع شده‌است. فرندورف ۵۶۰ نفر جمعیت دارد.